# Григорян, Арам Паруйрович
Арам Паруйрович Григорян (арм. Արամ Պարույրի Գրիգորյան; 28 сентября 1930 — 5 марта 2022) — советский и армянский филолог и писатель, доктор филологических наук, профессор, член-корреспондент АН Армянской ССР (1986), действительный член НАН Армении (1996). Член Союза писателей АрмССР и Союза писателей СССР (с 1967). Секретарь Союза писателей Армянской ССР (1979—1988). Лауреат Государственной премии Армянской ССР (1985).

## Биография
Родился 28 сентября 1930 года в Эривани, Армянская ССР.
С 1948 по 1953 год обучался на филологическом факультете Ереванского государственного университета. С 1954 по 1958 год обучался в аспирантуре этого университета.
С 1958 года — на научно-исследовательской работе в Институте литературы имени М. Абегяна АН АрмССР — НАН Армении в качестве научного сотрудника, с 1964 года — старшего научного сотрудника,
С 1971 по 1989 год — заведующий сектором литературы, с 1989 по 1994 год — заместитель директора этого института по науке и с 1994 года — руководитель научной группы этого института.
С 1979 по 1988 год — секретарь Союза писателей Армянской ССР. С 2000 по 2004 год — член Президиума Национальной академии наук Армении. Одновременно с основной деятельностью с 1997 года занимался педагогической работой в Российско-армянском университете в качестве профессор и заслуженного профессора.

### Научно-педагогическая деятельность и вклад в науку
Основная научно-педагогическая деятельность А. П. Григоряна была связана с вопросами в области филологии, истории и национальной специфике армянской литературы, теории славянской литературы.
В 1958 году защитил кандидатскую диссертацию по теме: «Некоторые проблемы поэзии Егише Чаренца», в 1968 году защитил докторскую диссертацию на соискание учёной степени доктор филологических наук по теме: «Проблемы художественного стиля». В 1984 году ему присвоено учёное звание профессор. В 1967 году он становится членом Союза писателей СССР и Союза писателей АрмССР. В 1986 году был избран член-корреспондентом АН Армянской ССР, в 1996 году — действительным членом НАН Армении.
А. П. Григоряном было написано более двухсот научных работ, в том числе монографий и научных статей опубликованы в ведущих научных журналах.

## Награды
- Орден Знак Почёта (1987)[2][3]
- Государственная премия Армянской ССР (1985 — за книги «Проблемы художественного стиля», «Художественный стиль и структура образа»)[2][3]
- Медаль Пушкина (29 июня 2010 года, Россия) — за большой вклад в развитие российско-армянского сотрудничества в области высшего образования[5][6]